# 'Columbia' Winning the Cup (film 1899)
'Columbia' Winning the Cup è un cortometraggio muto del 1899 diretto da J. Stuart Blackton e Albert E. Smith che produssero il film per l'Edison Manufacturing Company.
La fotografia del film venne attribuita a Edwin S. Porter ma, secondo la Edison 1890-1900, i cameramen furono Blackton e Smith.
Nel 1899, l'America's Cup venne vinta dal defender Columbia, sfidato dal primo Shamrock (nome del trifoglio irlandese) commissionato dal barone del tè, Sir Thomas Lipton e costruito da William Fife.

## Trama
Il momento decisivo della grande sfida internazionale: Columbia taglia il traguardo seguita a breve distanza da Shamrock, mentre la barca a vapore, fischiando, suggella la vittoria dell'imbarcazione americana.

## Produzione
Il film fu prodotto dall'Edison Manufacturing Company. Venne girato a Sandy Hook, nel New Jersey il 20 ottobre 1899.

## Distribuzione
Il film - un cortometraggio di 30,48 metri - venne distribuito dall'Edison Manufacturing Company.
Copia della pellicola si trova conservata negli archivi della Library of Congress ed è disponibile anche attraverso il sito come file digitale.